# ازيو
ازيو هي كومونا تقع في ناحية فاريزي ، في منطقة لومباردي في شمال إيطاليا.